# Rhapsodie hongroise no 19 de Liszt

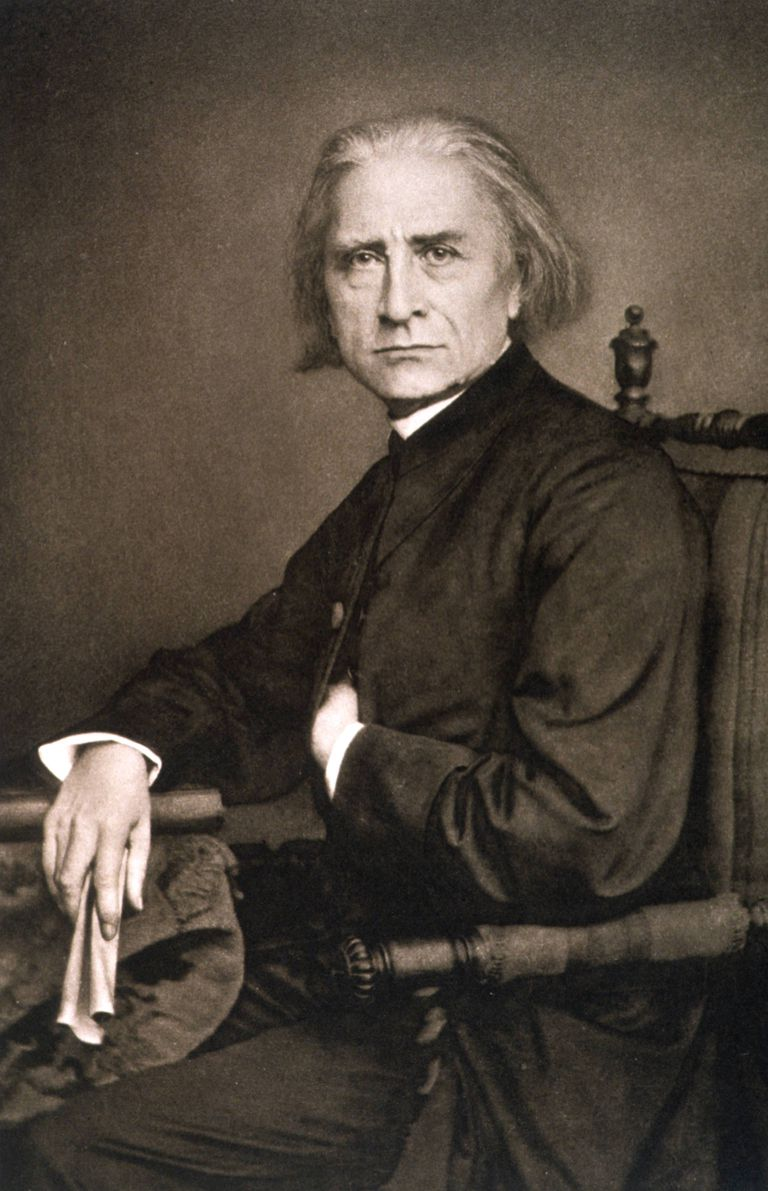
Liszt in June 1867, photo by Franz Hanfstaengl.

La Rhapsodie hongroise no 19 (S.244/19) est la dernière pièce des Rhapsodies hongroises du compositeur Franz Liszt, écrite en 1885.

## Histoire
La Rhapsodie hongroise nº 19 est basée d'après les Csárdás nobles de Kornél Ábrányi, aussi connu pour être un musicographe que compositeur hongrois.

## Analyse
Le morceau débute par un rythme pointé à partir du registre des aigus avant de traverser le piano, puis il prend une tournure plus hongroise. À mi-chemin, le morceau change radicalement d'humeur avec une mélodie de quatre notes. Cette section est répétée plusieurs fois de différentes manières. La fin du morceau correspond à l'écriture caractéristique de la jeunesse de Lizst.
Cette rhapsodie dure généralement dix minutes.